# حمد الرميحي
حمد عبد الله الرميحي ، كاتب مسرحي وتلفزيوني ومخرج مسرحي قطري، من مواليد 1953 حاصل على دبلوم دار المعلمين 1971-1972م. بكالوريوس أدب ونقد مسرحي 79-80 م من المعهد العالي للفنون المسرحية بالكويت، بدأ مشواره الفني ممثلاً في دار المعلمين عام 1969 وشارك مع المخرج اللبناني عبد اللطيف سمهون في مسرحية «صقر قريش» وأدى في المسرحية دور «علي» لكنه لم ينجح في الدور ولذلك ترك التمثيل وتوجه للكتابة والإخراج المسرحي منذ عام 1980.

## أعمالة في المسرح

### كمؤلف
- بودرياه - جـ 1 (1981) إخراج حسن إبراهيم
- المجانين (1981) إخراج سالم ماجد
- موال الفرح والحزن (1993) إخراج الفرنسية آن توريس

### كمخرج
- عذابات أحمد بن ماجد (1990) للكاتب البحريني إبراهيم غلوم
- رأيت الذي سوف يحدث (1991) للكاتب البحريني إبراهيم غلوم
- كلب الاغا (2008) للكاتب السوري ممدوح عداون
- الديكتاتور (2013) للكاتب الفرنسي ألبير كامي

### كمؤلف ومخرج
- المناقشة (1983)
- بودرياه - جـ 2 (1988)
- عرب سات (1992) - مشترك مع الفنان هشام يانس
- حلم رجل أسود (1995)
- مظلوم ظلم مظلوم (1995)
- المحارة ملكة الأزمنة القديمة (1996)
- سجلات رسمية (1997)
- الفيلة (1998)
- قصة حب طبل وطارة (2001) - باللغة العربية الفصحى
- سلام ياوطن (2001)
- بترول ياحكومة (2002)
- القرن الأسود (2003) - باللغة العربية الفصحى
- ورقة حب منسية (2004)
- أبوحيان التوحيدي (2004)
- سوبرة وبنتها (2005) - مشترك مع الفنان هشام يانس
- ورقة حب لن تنسى (2015)

## أعمالة في التلفزيون

### كمؤلف
- حكايات صلبوخ (1983) - مشترك مع الفنان غانم السليطي ومن إخراج إبراهيم الصباغ
- فايز التوش (1984، 1985، 1988) مشترك مع الفنان غانم السليطي ومن إخراج إبراهيم الصباغ
- مهموم عايش فرحان (1988) من إخراج عبد المجيد الرشيدي
- اه منك (1994) من إخراج أمين الطريفي

### كمخرج
- فايز التوش جـ2 - مساعد مخرج